# Ferdinand Friedrich Zimmermann
Ferdinand Friedrich Zimmermann (14 de agosto de 1898-11 de julio de 1967) fue un escritor alemán. Utilizó el seudónimo de Ferdinand Fried para hacer sus publicaciones.
Zimmermann nació en Bad Freienwalde, estudió economía y filosofía en Berlín, y colaboró en los periódicos Vossische Zeitung y Berliner Morgenpost antes de unirse a la revista Die Tat, en 1931. 
En 1931 publicó el libro "Das Ende des Kapitalismus" (El fin del capitalismo), en la que explicó que el capitalismo de laissez-faire estaba muerto, y que la autarquía alemana era el camino a seguir.
Durante la Segunda Guerra Mundial, trabajó en la Fundación Charles-Ferdinand de la Universidad alemana de Praga. 
De 1948 a 1953 escribió para el eclesiástico Deutsches Allgemeine Sonntagsblatt en Hamburgo y en el periódico Die Welt.

## Obras
- Das Ende des Kapitalismus. 1931
- Die Wende der Weltwirtschaft. 1937
- Der Aufstieg der Juden. 1937
- Die soziale Revolution. 1942
- Der Umsturz der Gesellschaft. 1950
- Wandlungen der Weltwirtschaft. 1950
- Abenteuer des Abendlandes. 1951